# Nokturnal Mortum
Nokturnal Mortum — український метал-гурт з Харкова, що грає в жанрах симфонічний блек-метал і фолк-метал. Сформований 1991 року як дез-метал гурт «Suppuration». У перші роки творчості, разом з «Lucifugum» та «Astrofaes», бенд вніс вагомий внесок у розвиток вітчизняної блек-метал сцени протягом тривалого часу лишаючись одними з її лідерів.

## Історія гурту
1991
Грудень — Князь Варґґот залишає Leprosy. Майже одразу сформовано гурт Suppuration у складі:
- Князь Варггот — вокал, гітара
- Мунрутель — ударні
- Ксааркват — бас

1992
Видано демо Ecclesiastical Blasphemy (англ. Духовне блюзнірство, записано у St. Maybe Soundfactory studio в Харкові). Розповсюджувалось демо бельгійською компанією Shiver Records, тож Suppuration були однією з перших пострадянських команд, чия творчість розповсюджувалась за кордоном.
В квітні Едуард Пічугін приєднується до Suppuration як гітарист. Сатарот залишає Smile of Death і стає лідер-вокалістом Suppuration, Князь Варггот стає «чистим» гітаристом.
1993
Unspeakable Journey Into Subconscious World (англ. Невимовна мандрівка в світ підсвідомості) записано на St. Maybe Soundfactory studio в Харкові.
У квітні Едуард Пічугін залишає Suppuration.
Вортеракс залишає Scarecrow та приєднується до Suppuration як гітарист.
У травні Cosmic Flight Around Astralspher демо записано у TEF studio в Москві. Його збирались видати у форматі 7" на The Final Holocaust Records (Росія). Але стався колапс лейблу…

Влітку Suppuration припиняє своє існування.

Сформовано гурт Crystaline Darkness у складі:
- Князь Варггот — вокал, гітара
- Карпат — гітара
- Мунрутель — ударні

Записано демо Mi Agama Khaz Mifisto. Відбувся безрезультатний контакт із View Beyond Records.
1994
Князь Варггот та Мунрутель залишають Crystaline Darkness та формують Nocturnal Mortum з усіма учасниками Suppuration. При цьому Варггот знову вокаліст, а Сатарот перейшов на клавішні. Nocturnal Mortum працювали у St. Maybe Soundfactory studio над демо Twilightfall, але оригінальний запис не зберігся.
1995
Назва гурту замінена на Nokturnal Mortum для абсолютної оригінальності. Twilightfall перезаписаний на St. Maybe Soundfactory studio. Також цього року був записаний ще один демо-альбом Black Clouds Over Slavonic Lands
1996
Альбом Lunar Poetry (англ. Поезія Місяця) записано на St. Maybe Soundfactory studio.

22 квітня гурт виступає на фестивалі Deathrider III у Москві.

Також навесні Lunar Poetry виданий у форматі MC на MetalAgen Records ( Росія). Вортеракс залишив гурт. Crystaline Darkness розпалися та Карпат приєднується до Nokturnal Mortum як гітарист. Сатуріус залишає Renewal та приєднується до гурту як другий клавішник.

Влітку альбом Goat Horns (англ. Роги козла) записаний удома в Варггота.

Nokturnal Mortum та Lucifugum записали спільний ембієнт-альбом під вивіскою Вече.

22 листопада Nokturnal Mortum виступили на фестивалі Rarog Fire.

В грудні записана пісня «Return Of The Vampire Lord» (англ. Повернення володаря вампірів).
1997
Goat Horns виданий як MC на MetalAgen Records.

Return Of The Vampire Lord - альбом, що складається із однойменної пісні та двох пісень Crystaline Darkness: «Mi Agama Khaz Mifisto» та «Crystaline Darkness», виданий на MetalAgen Records сплітом із Lucifugum - Path of Wolf.

30 квітня Nokturnal Mortum грають на фестивалі Deathrider IV разом із End Zone, Goresleeps, Gods Tower та Mental Home.

Записано альбоми To the Gates of Blasphemous Fire (англ. До брам блюзнірського вогню) та EP Marble Moon (англ. Багряний Місяць) на Beat Studio у Харкові. Пісня Ластівка включена у збірку Unto A Long Glory?, видану Beverina Productions.
1998
25 січня — підписано контракт із The End Records ( США).

Пісня Unholy Orathania (англ. Нечиста Оратанія) включена у спліт Until The End of Time (англ. До кінця часів), за видавництвом The End Records.

31 березня Goat Horns виданий на CD на The End Records та Nuclear Blast для поширення Європою.

Вече видано на MC на Oriana Production.

В грудні Nokturnal Mortum виступають на фестивалі Коловорот I у Харкові.
1999
Січень — Карпат вигнаний з колективу Nokturnal Mortum.

1 березня — To the Gates of Blasphemous Fire виданий на The End Records для США та на Nuclear Blast для Європи.
9 травня — записаний новий альбом, НеХристь.

Вересень — пісня Perun's Celestial Silver (англ. Місячне срібло Перунове) включена у збірку «White: Nightmares In The End», видану The End Records.

Наприкінці року НеХристь та Lunar Poetry видані у MC форматі на Oriana Production ( Україна).
2000
Навесні Мунрутеля вигнали за спробу присвоєння майна гурту, слідом Nokturnal Mortum залишає Сатуріус.

4 липня НеХристь CD виданий The End Records для  США та Last Episode ( Німеччина) для Європи.

Вролок, учасник Runes of Dianceht, приєднався до Nokturnal Mortum як новий гітарист.

Істукан (Dub Buk) та Хаот (Khors/Astrofaes/Tessaract) безуспішно пробувалися на місце драммера гурту.

Наприкінці року Мунрутель повертається до гурту. Слідом за ним повертається Сатуріус.
2001
Видана збірка старих пісень Return Of The Vampire Lord / Marble Moon (у MC форматі на Oriana Production).

Учасники Nokturnal Mortum взяли участь у побічних проектах: Князь Варггот — Mistigo Varggoth Darkestra, Мунрутель — Munruthel (перша назва — Silentium), Мунрутель із Сатуріусом — Finist. Також Варггот, Мунрутель та Сатуріус — члени польського гурту Piorun.

Nokturnal Mortum записали три пісні — Thurisaz (кавер на Graveland), My Journey to the Stars (англ. Моя мандрівка до зір, кавер на Burzum) та As The Steel Eagle Into Golden Svarga (англ. Орлом сталевим до золотої Сварги).
2002
Навесні почалася робота над альбомом Мировоззрение/Weltanschauung.

Ксааркват залишив NM, Вролок перейшов на бас, Алзет приєднався на гітару.

Кавер на Burzum My Journey to the Stars включений у збірку Visions: A Tribute to Burzum, видану Unholy records ( США).

У грудні Мунрутеля знову вигнали, цього разу остаточно…
2003
У квітні Одалв приєднується як драммер.
Міні-альбом The Taste of Victory виданий Oriana Music.
2004
Unholy Records ( США) видали збірку старих пісень NM Eleven Years among the sheep (англ. Одинадцять років серед овець), присвячену 11-річчю Nokturnal Mortum (включаючи творчість Suppuration та Crystaline Darkness).

MC та CD The Taste of Victory (англ. Смак перемоги), Return of the Vampire Lord CD та Twilightfall CD видані на Oriana Music, НеХристь CD, To the Gates of Blasphemous Fire CD, Goat Horns CD та Lunar Poetry CD — перевидані.

6 червня — НеХристь виданий як подвійний LP на Ledo Takas Records ( Литва). 
Новий альбом Мировоззрение (рос. Світогляд) вийшов у MC та CD на Oriana Music.
2005
Підписаний контракт із No Colours Records ( Німеччина).
Англійська версія попереднього альбому - Weltanschauung (нім. Світогляд) у CD, A5 digi CD та 3-Gatefold LP форматах вийшла на No Colours Records.

3 gatefold LP (Lunar Poetry, To the gates of Blasphemous Fire та Goat Horns) видані на No Colours Records.
Концерт гурту у Катовиці.
2006
Червень — пісня Night Before the Fight (англ. Ніч перед боєм) включена у збірку The Dark Psyche: An Aural Exhibition of Black Metal from Top Scholars in the Genre, видану The End Records.

Кавер Thurisaz включений у Chronicles Of Tyranny & Blood [tribute To Graveland], виданий на Totenkopf Propaganda Records ( Греція).
2007
Гітариста Алзета, на запрошення Vroloka, змінив Астарх.
22 грудня NM виступають на фестивалі «Коловорот IX» разом із Темнозорь, Reusmarkt, Kroda.
Пісня «Kolyada» включена в спліт Eastern Hammer (разом із Graveland, North, Темнозорь), який був виданий лейблом Hammerbolt Productions
2008
19 грудня NM виступають на фестивалі «Коловорот X» разом із Темнозорь, Dub Buk, Reusmarkt, Svarga, Kroda, М8Л8ТХ, Велимор.
2009
Лютий — перший концертний альбом, Live in Katowice, видано No Colours Records у DVD, DVD+Audio CD та digi DVD форматах.

Квітень — Одалва покидає гурт, його замінив Байрот.

Травень — Lunar Poetry видають у A5 digi CD форматі на No Colours Records.

26 грудня — новий студійний альбом Голос сталі виданий на CD на Oriana Music. Того ж дня — «Коловорот XI» разом із Djur, Dub Buk, Reusmarkt, Khors.
2011
Oriana Music видає концертний альбом Коловорот з виступу у Харкові у грудні 2010 року.
2016
Цього року Heritage Recordings були видані спліт з Graveland - The Spirit Never Dies, та збірка 22 Years Among the Sheep - що є своєрідною алюзією на назву збірки 2004 року.
Після довгої паузи було анонсовано черговий альбом Істина (англ. Verity) тизер до якого з'явився 7 грудня. Також попередньо була презентована композиція «Ліра» (переспів «Кому Вниз») на підтримку Сергія Степаненка.
2017
Вихід альбому Істина за видавництвом Oriana Music, та міні-альбому Orathania / Коляда видавництва Heritage Recordings.
На початку року колектив продовжував працю над черговим альбомом, видання котрого було перенесено на березень, та брав участь у різноманітних виступах та фестивалях, зокрема у «Asgardsrei V». На початку травня відбувся реліз «Істини» який було визнано найкращим альбомом року за версією національної премії «BUMA».
2022
Після чергової паузи у 2021 році гурт анонсував вихід 8-го студійного альбому До лунарної поезії, який побудований на демо 1996 року Lunar Poetry. Над альбомом також працював колишній учасник гурту Sataroth. Альбом був виданий 16 лютого 2022 року лейблом Oriana Music.
2023
У січні виходить новий сингл — Світогляд, який є перезаписаним треком Мировоззрение з однойменного альбому.

## Склад гурту
- Варґґот — вокал, гітара, народні інструменти (1994-понині)
- Wortherax — гітара (1994-1996, 2020-понині)
- Karpath — бас (2020-понині), гітара (1996-1998)
- Surm — клавішні (2018-понині)
- Odalv — ударні (2003-2009, 2023-понині)

## Дискографія

### Студійні альбоми
- Goat Horns (1997)
- To the Gates of Blasphemous Fire (1998)
- НеХристь (1999)
- Мировоззрение (2004)
- Weltanschauung (англійська версія альбому «Мировоззрение») (2005)
- Голос Сталі (2009)
- Істина (2017)
- До лунарної поезії (2022)

### Міні-альбоми
- Return of the Vampire Lord (1997)
- Marble Moon (1997)
- The Taste of Victory (2003)
- Orathania / Коляда (2017)

### Демо
- Twilightfall (1995)
- Black Clouds Over Slavonic Lands (1995)
- Lunar Poetry (1996)

### Спліти
- Path of the Wolf / Return of the Vampire (з Lucifugum) (1997)
- ...Until the End of Time (з Mental Home, Scholomance, Epoch of Unlight, Odes of Ecstasy, Sculptured) (1998)
- Eastern Hammer (з Graveland, North, Темнозорь) (2007)
- The Spirit Never Dies (з Graveland) (2016)

### Збірки
- Return Of The Vampire Lord / Marble Moon (2001)
- Eleven Years Among The Sheep (2004)
- 22 Years Among the Sheep (2016)

### Концертні альбоми
- Live in Katowice (2009)
- Коловорот (2011)

## Сингли
- Ліра (Кому Вниз cover) (2016)
- Світогляд (2023)